# Anoplolepis nuptialis
Anoplolepis nuptialis là một loài kiến thuộc họ Formicidae. Đây là loài đặc hữu của Nam Phi.